# Andrew Heo
Andrew Heo (ur. 7 marca 2001) – amerykański łyżwiarz szybki specjalizujący się w short tracku koreańskiego pochodzenia, olimpijczyk z Pekinu 2022.

## Życie prywatne
Syn imigrantów z Korei Południowej. Koreański był jego pierwszym językiem. Jego brat Aaron Heo również jest shorttrackistą. W 2016 jego rodzina przeniosła się do Salt Lake City, aby bracia mogli trenować na Utah Olympic Oval.

## Wyniki

### Igrzyska olimpijskie
| Rok  | Gospodarz | 1000 m | 1500 m | sztafeta mieszana |
| ---- | --------- | ------ | ------ | ----------------- |
| 2022 | Pekin     | 7      | 28     | 8                 |

### Mistrzostwa świata
| Rok  | Gospodarz | 500 m | 1000 m | 1500 m | wielobój | sztafeta mężczyzn |
| ---- | --------- | ----- | ------ | ------ | -------- | ----------------- |
| 2021 | Dordrecht | 26    | 20     | 12     | 19       | 7                 |

### Mistrzostwa świata juniorów
| Rok  | Gospodarz           | 1500 m | sztafeta |
| ---- | ------------------- | ------ | -------- |
| 2018 | Tomaszów Mazowiecki | —      | 5        |
| 2020 | Bormio              | 39     | 4        |